# Jorge Adrián Espíndola
Pour les articles homonymes, voir Espíndola.
Jorge Adrián Espíndola, (Mexico, Mexique ; 23 mars 1988) est un acteur mexicain de cinéma et de télévision.

## Biographie
Jorge Adrián Espíndola est né à Mexico le 23 mars 1988. Lorsqu'il termine l'école primaire, sa mère l'inscrit à un cours de théâtre avec l'actrice Patricia Reyes Spíndola. Malgré le fait que Jorge, dans un premier temps, ne montre pas d'intérêt particulier pour ce cours, il restera huit ans au sein de l'académie. À 12 ans, il participe à la pièce de théâtre Los perdedores aux côtés de Daniel Jiménez Cacho. À 15 ans, il a un premier contact avec le cinéma en participant au court-métrage Zona Zero (2003). Grâce à son projet suivant, David (2005), il reçoit le prix de meilleure interprétation masculine au Festival international de cinéma  d'Huesca en Espagne.
Après David, sa carrière cinématographique prend son envol, il participe à des films importants tels que Trois enterrements (2005) de Tommy Lee Jones, qui reçoit de bonnes critiques au Festival de Cannes ; Sangre de mi sangre (2007), aux côtés de Jesús Ochoa et d'Armando Hernández,  film qui remporte le prix du jury au Festival du film de Sundance et Nesio (2008), du cinéaste Alan Coton, qui a participé à plusieurs festivals internationaux et a gagné quelques prix en Mexique. Il participe également à Todos hemos pecado (2009) ; Buenas intenciones (2009), court-métrage pour lequel il gagne une autre prix et Días de gracias (2011), film gagnant de 8 Prix Ariel. Enfin, il décroche un rôle dans Cristeros (2012), dans lequel apparaissent des acteurs internationaux tels que Eva Longoria, Peter O'Toole et Andy García. Il apparaît également dans La cebra (2012), Ladies Nice et Tercera llamada (2013),. 
In 2012, Jorge Adrián appeared as one of the main characters in the Colombian-Mexican television series La ruta blanca..

## Récompenses
- 2005 : Prix Fondation AISGE à la 33ª Édition au Festival du film de Huesca - Prix d'interprétation masculine pour David

- 2010 : Festival de cinéma international d'Orense (es) - Prix d'interprétation masculine pour Buenas intenciones

## Filmographie
(juillet 2023).

### Courts-métrages
- Zona cero (2003)
- David (2005)
- Pizzas (2005)
- Buenas intenciones  (2009)
- Una cama para Valentina (2011)
- Ratitas (2012)
- Vendedor de biblias (2012)
- ¿Quien dijo que era malo llorar? (2014)

### Longs métrages
- Trois enterrements (2005)
- Padre Nuestro (Sangre de mi sangre) (2007)
- Nesio (2008)
- Todos hemos pecado (2008)
- Flor de fango (2011)
- Días de gracia (2011)
- Cristeros (2012)
- La cebra (2012)
- Tercera llamada (2013)
- Ladies nice (2013)

### Télévision
- Vale todo (2002)
- La Ruta Blanca (2012)